# Asamangulia
Asamangulia là một chi bọ cánh cứng trong họ Chrysomelidae.
Chi này được Maulik miêu tả khoa học năm 1915.

## Các loài
Các loài trong chi này gồm:
- Asamangulia cuspidata (Maulik, 1915)
- Asamangulia horni Uhmann, 1927
- Asamangulia reticulata (Gressitt, 1938)
- Asamangulia tuberculosus (Motschulsky, 1861)
- Asamangulia wakkeri (Zehntner, 1896)
- Asamangulia yonakuni (Kimoto & Gressitt, 1966)